# Lukas Van Ness
Lukas Van Ness (Barrington, Illinois; 6 de julio de 2001) es un jugador profesional estadounidense de fútbol americano, se desempeña en la posición de linebacker en Green Bay Packers, en la National Football League (NFL).

## Carrera
Hizo su debut profesional con el equipo Green Bay Packers, lleva jugando una temporada, comenzó en el 2023.